# Hoxton Square

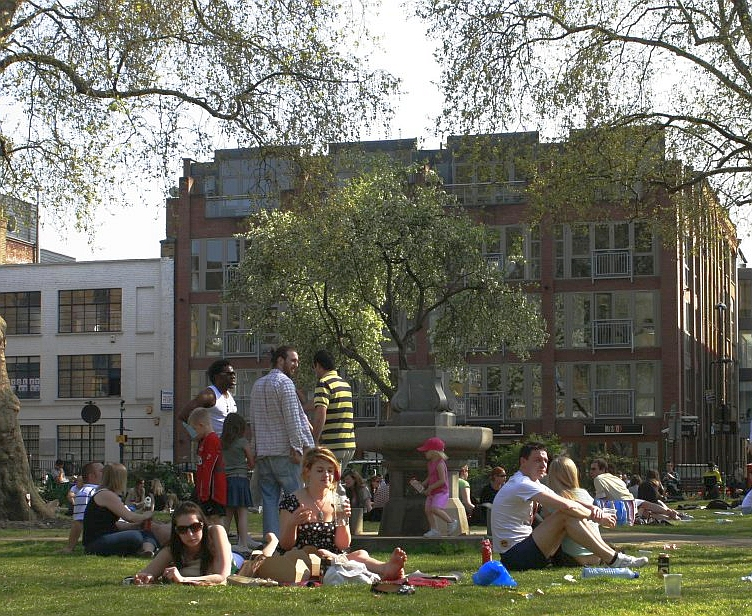
Hoxton Square, London N1

Hoxton Square ist ein begrünter Gartenplatz (engl. garden square) in Hoxton im Stadtbezirk Hackney von London. Der Platz wurde 1683 angelegt und gilt als einer der ältesten garden squares in ganz London. Nachdem an der Stelle lange Industrie angesiedelt war, wurde er in den 1990ern zum Herzen der lokalen Kunst- und Medienszene. Seit 2000 beherbergen die weitgehend viktorianischen Gebäude um den Platz verschiedene Bars, Restaurants und Clubs. 

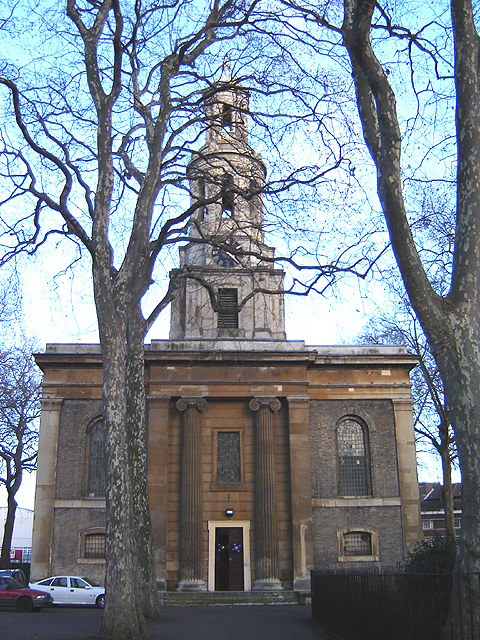
Johannispfarrkirche in Hoxton

## Geschichte
Der Platz wurde von Samuel Blewitt und Robert Hackshaw angelegt, die das Gelände 1683 von der Familie Austen pachteten.
Der Hoxton Square war lange ein beliebter Wohnort für die Händlerklasse und für Personen mit abweichenden Ansichten. So bot der Sandemanianer Samuel Pike, der hier wohnte, ab 1750 theologische Unterweisungen an. Hier befand sich auch die liberal-nokonformistische „Hoxton Square Academy“, die 1785 schloss.
Bis 2012 war die Kunstgalerie „White Cube“ hier angesiedelt.

## Bekannte Anwohner
Der christliche Theologe John Thomas, Gründer der Christadelphianbewegung, wurde 1805 am Hoxton Square geboren.
1810 wohnte Peter Durand hier, der das erste englische Patent für Konservendosen einreichte.
Einer der Bewohner des Hoxton Square des 18. Jahrhunderts, der in seinen jüngeren Jahren im Sklavenhandel tätige Abolitionist und Pastor John Newton, komponierte die populäre Hymne Amazing Grace.
Der Arzt James Parkinson (1755–1824), der An Essay on the Shaking Palsy verfasste und damit erstmals die Parkinson-Krankheit beschrieb, hatte eine Praxis im Gebäude 1 Hoxton Square, wo heute eine Plakette an sein Wirken erinnert.